# Syndrome des buveurs de lait
 Mise en garde médicale
Le syndrome des buveurs de lait ou syndrome de Burnett associe une hypercalcémie, une alcalose métabolique et une insuffisance rénale dues à l'ingestion chronique d'importantes quantités de calcium et d'alcali (comme le lait, le bicarbonate de calcium ou le bicarbonate de sodium). Il est d'abord mis en évidence vers 1930, après l'introduction par Bertram Sippy du régime à base de lait et de bicarbonate comme traitement de l'ulcère gastrique. Avec l'arrivée des inhibiteurs de la pompe à protons et des antihistaminiques, le syndrome est devenu rare, puis est redevenu courant, on constate en effet une recrudescence des cas en raison du recours aux suppléments de calcium (carbonate de calcium) dans la prévention de l'ostéoporose.

## Historique
Il a été décrit pour la première fois dans les années 1940, lorsque le régime lacté était la référence pour les ulcères gastro-duodénaux. Il réapparaît depuis la fin des années 1990 en raison de la supplémentation en calcium donnée pour la prévention de l'ostéoporose.

## Épidémiologie
Le syndrome des buveurs de lait est la troisième cause d'hypercalcémie et la seconde cause d'hypercalcémie sévère.

## Physiopathologie
L'alcalose métabolique augmente le transport du calcium par le TRPV5 au niveau de l'anse de Henle.

## Diagnostic
Le syndrome des buveurs de lait est caractérisé par la triade :
- hypercalcémie ;
- alcalose métabolique ;
- insuffisance rénale ;

qui survenaient après la mise en route d'un régime au lait et aux alcalins, dans la version classique du syndrome, ou dans sa version contemporaine, après la consommation prolongée de 4 à 5 grammes de carbonate de calcium, voire moins (jusqu'à 2 grammes) lorsque d'autre facteurs sont présents. On distingue classiquement les formes aiguës (quelques jours), subaiguës (quelques semaines) et chroniques (quelques mois).
Dès la phase aiguë peuvent apparaître :
- nausées et vomissements ;
- anorexie et dégoût du lait ;
- céphalées, vertiges, voire syndrome confusionnel.

La phase chronique se complique de :
- douleurs musculaires ;
- syndrome délirant ;
- tremblement ;
- polyurie et polydipsie ;
- prurit ;
- calcifications anormales, en particulier calcification de la conjonctive qui est caractéristique du syndrome.

Le syndrome peut être majoré par la prise de diurétiques de type thiazide.

## Traitement
L'arrêt du régime (lait et bicarbonate) permet généralement une guérison rapide et spontanée, quoique l'insuffisance rénale puisse persister sous une forme séquellaire.